# 金字塔足球會
金字塔足球俱樂部（阿拉伯語： 或 ; 拉丁文转换：Pyramids Football Club）是一家位於埃及開羅省東南部城市新開羅的職業足球俱樂部，參加埃及足球聯賽系統中最高級別的埃及超級聯賽。 俱樂部於2008年在貝尼蘇韋夫成立，最初名為阿西烏蒂體育俱樂部（Al Assiouty Sport），2018年被圖爾基·阿爾謝赫（Turki Al-Sheikh）收購並遷至開羅。隨後薩利姆·阿爾-沙姆西（Salem Al Shamsi）於2019年7月收購該俱樂部。

## 歷史

### 阿西烏蒂體育時期
該俱樂部於2008年在貝尼蘇夫成立，最初名為阿西烏蒂體育俱樂部（Al Assiouty Sport）。 俱樂部於2014年首次晉級埃及超級聯賽， 但在首個賽季排名第19位而降級。 他們在2016–17賽季贏得乙級聯賽A組冠軍，重返超級聯賽。

### 金字塔足球俱樂部時期：2018年至今
2018年夏季，沙特體育總局主席圖爾基·阿爾謝赫（Turki Al-Sheikh）從貝尼蘇夫收購了阿西烏蒂體育俱樂部。 球隊更名為金字塔足球俱樂部，並將俱樂部遷往120公里外的開羅。 侯薩姆·埃爾巴德里被宣布為俱樂部主席，艾哈邁德·哈桑為發言人和足球隊主管，哈迪·哈沙巴為足球總監，前博塔弗戈教練阿爾貝托·瓦倫蒂姆為新任主教練。
在更名後的第一個賽季，金字塔足球俱樂部在2018–19年埃及超級聯賽中獲得第三名， 成功獲得2019–20年非洲聯盟盃的參賽資格，並晉級2019年埃及盃決賽，但在決賽中以0–3負於扎馬雷克。 2019年7月，阿聯酋商人薩利姆·阿爾·沙姆西（Salem Al Shamsi）收購了俱樂部。 金字塔足球俱樂部成功確立了自己作為埃及第三強隊的地位，除了在21–22賽季僅次於扎馬雷克獲得第二名外，其他賽季均獲得第三名。

#### 首次參與非洲賽事（2020年至今）
金字塔足球俱樂部首次參加洲際賽事，在2019–20年非洲聯盟盃中從預選賽開始一路晉級至決賽。在資格賽中先後擊敗剛果之星、CR比罗达特和年輕非洲人後，他們在首輪小組賽中獲得小組第一，該小組包括恩古古流浪、努阿迪布和馬斯里。 在四分之一決賽中，他們以總比分3–1擊敗贊納科，隨後在半決賽中以1–0擊敗禾洛亞。 在拉巴特舉行的決賽中他們以0–1負於摩洛哥球隊RSB拜爾坎。 在聯賽中，金字塔再次獲得第三名， 這個賽季受到COVID-19疫情的干擾，他們再次獲得下一賽季非洲聯盟盃的參賽資格。
2023年12月25日，在埃及超級盃半決賽中，金字塔在點球大戰中不敵現代未來，未能獲得他們的第一個冠軍。 2024年8月30日，該俱樂部在2024年埃及盃決賽中以1–0擊敗ZED，贏得了他們歷史上的第一個冠軍獎盃。

#### 非洲榮耀（2025年）
在2024–25賽季，金字塔足球俱樂部在常規賽排名榜首，但最終在冠軍附加賽中獲得第二名，阿赫利奪得冠軍。 2025年4月25日，他們創造歷史首次晉級非洲聯賽冠軍盃決賽，以總比分3–2戰勝南非球隊奧蘭多海盜。 隨後他們通過以總比分3–2擊敗另一支南非球隊馬姆洛迪辛當斯，贏得了他們的首個非洲冠軍聯賽冠軍。

## 榮譽

### 國內
- 埃及盃

冠軍 (1): 2023–24

### 非洲
- 非洲聯賽冠軍盃

冠軍 (1): 2024–25

## 外部連結
- 官方网站
- Pyramids FC 2018-2020 第一個標誌與吉祥物設計案例研究 - 詳細介紹球隊第一個標誌與吉祥物的創作過程。